# Walter Hofmann
Walter Hofmann (ur. 26 września 1949 w Sömmerda) – niemiecki kajakarz górski, kanadyjkarz. Złoty medalista olimpijski z Monachium.
Reprezentował barwy NRD. Zawody w 1972 były jego jedynymi igrzyskami olimpijskimi (dyscyplina w tym roku debiutowała w programie igrzysk i ponownie pojawiła się dopiero 20 lat później). Medal zdobył w kanadyjkowej dwójce, partnerował mu Rolf-Dieter Amend. Na mistrzostwach świata zdobył cztery medale, zwyciężając w drużynie 1971 i 1975 oraz sięgając po złoto w dwójce w 1977 i srebro w 1971.